# Edwards Air Force Base

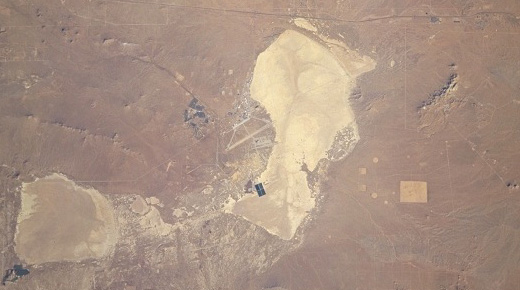
Zdjęcie satelitarne bazy Edwards

Edwards Air Force Base – baza Sił Powietrznych Stanów Zjednoczonych (druga co do wielkości) znajdująca się w okręgu Kern i Los Angeles w stanie Kalifornia w Dolinie Antelope, 11 kilometrów na wschód od miasta Rosamond w Stanach Zjednoczonych (34°57′ N 117°52′). 
Baza lotnicza została założona w 1933, kiedy pułkownik Henry Arnold wskazał pustynne okolice Muroc jako doskonałe miejsce dla ćwiczeń bombowych i strzeleckich dla samolotów United States Army Air Corps. Po japońskim ataku na Pearl Harbor załogi samolotów ćwiczyły tutaj bombardowania celów morskich, zbudowano nawet makietę japońskiego krążownika typu Mogami. W 1942 roku na terenie bazy zaczęto testować prototypowe samoloty, stąd właśnie 1 października 1942 roku wystartował pierwszy amerykański odrzutowiec Bell XP-59 Aircomet. 
Od tamtego czasu baza jest miejscem wielu lotów eksperymentalnych samolotów i innych statków powietrznych. Swoją obecną nazwę uzyskała 27 stycznia 1950 roku na cześć Glena Edwardsa, pilota doświadczalnego, który zginął podczas oblotu prototypowego samolotu Northrop YB-49. W 1953 roku ośrodek przekształcono w Air Force Test Center. Jezioro Rogers Dry Lake o powierzchni 100 km² jest największym na świecie naturalnym lądowiskiem. 
Obecnie w bazie swoją siedzibę mają U.S. Air Force Test Pilot School (szkoła pilotów doświadczalnych sił powietrznych), Neil Armstrong Research Center (Centrum Badania Lotu imienia Neila A. Armstronga) i 412th Test Wing (412 Skrzydło Doświadczalne). W bazie tej wykonywano testowe loty atmosferyczne wahadłowców, a do 1991 roku Edwards był głównym miejscem wszystkich ich lądowań.